# Dominik Sváček
Dominik Sváček (ur. 24 lutego 1997 w Klatovym) – czeski piłkarz występujący na pozycji bramkarza w słowackim klubie Tatran Liptowski Mikułasz, do którego jest wypożyczony z Viktorii Pilzno.